# World Games 2017/Teilnehmer (Serbien)
| Gelbes Symbol für Goldmedaillen mit stilisierten Olympischen Ringen | Graues Symbol für Silbermedaillen mit stilisierten Olympischen Ringen | Braundes Symbol für Bronzemedaillen mit stilisierten Olympischen Ringen |
| ------------------------------------------------------------------- | --------------------------------------------------------------------- | ----------------------------------------------------------------------- |
| 3                                                                   | 2                                                                     | —                                                                       |

Serbien nahm in Breslau an den World Games 2017 teil. Die serbische Delegation bestand aus insgesamt acht Athleten, zwei Frauen und sechs Männer.

## Teilnehmer nach Sportarten

### Feldbogenschießen
| Athleten        | Wettbewerb | Qualifikation | Viertelfinale | Viertelfinale | Halbfinale    | Halbfinale    | Finale / Platz 3 | Finale / Platz 3 | Rang          |
| Athleten        | Wettbewerb | Ringe         | Gegner        | Ergebnis      | Gegner        | Ergebnis      | Gegner           | Ergebnis         | Rang          |
| --------------- | ---------- | ------------- | ------------- | ------------- | ------------- | ------------- | ---------------- | ---------------- | ------------- |
| Männer          |            |               |               |               |               |               |                  |                  |               |
| Karoly Koroknay | Blankbogen | Freilos       | Mick Fisher   | 72-77         | ausgeschieden | ausgeschieden | ausgeschieden    | ausgeschieden    | ausgeschieden |

### Kickboxen
| Athleten             | Wettbewerb | Viertelfinale       | Viertelfinale | Halbfinale         | Halbfinale    | Finale / Platz 3  | Finale / Platz 3 | Rang   |
| Athleten             | Wettbewerb | Gegner              | Ergebnis      | Gegner             | Ergebnis      | Gegner            | Ergebnis         | Rang   |
| -------------------- | ---------- | ------------------- | ------------- | ------------------ | ------------- | ----------------- | ---------------- | ------ |
| Männer               |            |                     |               |                    |               |                   |                  |        |
| Aleksander Konovalov | K1 63,5 kg | Iraj Moradi         | 3-0 VP        | Aleksander Kalicki | 3-0 KO        | Orfan Sananzade   | 1-2 VP           | Silber |
| Slobodan Mijajolovic | K1 67 kg   | Waldislaw Ukrainets | 3-0 VP        | Kazieczko Wojciech | 2-1 VP        | Jason Hinds       | 2-1 VP           | Gold   |
| Ljubo Jalovi         | K1 75 kg   | Michal Ronkiewicz   | 0-3 VP        | ausgeschieden      | ausgeschieden | ausgeschieden     | ausgeschieden    | 5      |
| Aleksandar Menkovic  | K1 81 kg   | Denis Telesman      | 3-0 VP        | Arkadiusz Kaszuba  | WO            | Aleksandar Petrov | WO               | Gold   |
| Sasa Polugic         | K1 + 91 kg | Roman Holovatiuk    | 0-3 VP        | ausgeschieden      | ausgeschieden | ausgeschieden     | ausgeschieden    | 5      |
| Frauen               |            |                     |               |                    |               |                   |                  |        |
| Teodora Manic        | K1 65 kg   | Soukaina Naili      | 3-0 VP        | Veronika Cmarova   | 3-0 VP        | Sarel de Jong     | 0-3 VP           | Silber |

VP = Gewinn nach Punkten
KO = Gewinn durch Niederschlag
WO = Gewinn durch Nichtantritt

### Sportklettern
| Athlet     | Wettbewerb | Ergebnis | Rang |
| ---------- | ---------- | -------- | ---- |
| Damen      |            |          |      |
| Stasa Gejo | Bouldern   | 4t10 4b8 | Gold |